# Karol Beck
Karol Beck (* 3. dubna 1982, Zvolen) je slovenský profesionální tenista. Významnou mírou přispěl k postupu Slovenska do finále Davisova poháru v roce 2005. Tenis začal hrát v šesti letech, jeho trenérem je otec, trenér Matej Lipták. Profesionální dráhu začal roku 2001, o tři roky později byl poprvé klasifikován mezi padesáti nejlepšími hráči žebříčku ATP, nejvýše pak na 36. místě (26. srpen 2005).

## Pozitivní dopingový nález
O tom, že měl pozitivní dopingový nález, se diskutovalo již před finálovým zápasem Davisova poháru v prosinci 2005, do kterého nenastoupil kvůli údajnému zranění kolena. Oficiálně byla tato skutečnost potvrzená až 31. ledna 2006 a 2. února daný nález oznámil také sám Karol Beck. Pozitivní zkouška byla učiněná po zářijovém semifinále Davis Cupu s Argentinou.
Mezinárodní tenisová federace hráče potrestala zákazem činnosti na dobu dvou let, a to do 31. října 2007.

## Zajímavosti
V listopadu 2008 kvůli zákazu hraní vypadl z klasifikace žebříčku ATP. Následně však bylo oznámeno, že se jednalo o technickou chybu.

## Finálové účasti na turnajích ATP World Tour (2)

### Dvouhra – finalista (1)
| Legenda                                                  |
| ATP International Series / ATP World Tour 250 Series (1) |

| Č. | Datum          | Turnaj           | Povrch  | Vítěz          | Výsledek |
| 1. | 31. říjen 2004 | Petrohrad, Rusko | koberec | Michail Južnyj | 6:2, 6:2 |

### Čtyřhra – finalista (1)
| Legenda                                                  |
| ATP International Series / ATP World Tour 250 Series (1) |

| Č. | Datum        | Turnaj                              | Povrch | Partner    | Vítězové                           | Výsledek       |
| 1. | 7. únor 2010 | Johannesburg, Jihoafrická republika | tvrdý  | Harel Levy | Rohan Bopanna Aisam-ul-Haq Qureshi | 2:6, 6:3, 10:5 |

## Přehled účastí na Grand Slamu – dvouhra
| Turnaj          | 2002 | 2003 | 2004 | 2005 | 2006 | 2007 | 2008 | 2009 | 2010 | Celkově SR |
| --------------- | ---- | ---- | ---- | ---- | ---- | ---- | ---- | ---- | ---- | ---------- |
| Australian Open | A    | 1k   | 2k   | 3k   | A    | A    | A    | Q2   | Q1   | 3:3        |
| French Open     | A    | 1k   | 1k   | 1k   | A    | A    | A    | Q1   |      | 0:3        |
| Wimbledon       | 2k   | 1k   | 3k   | 1k   | A    | A    | Q1   | 2k   |      | 4:5        |
| US Open         | A    | 1k   | 4k   | 1k   | A    | A    | Q2   | 1k   |      | 3:4        |
| V:P             | 1:1  | 0:4  | 6:4  | 2:4  | 0:0  | 0:0  | 0:0  | 1:2  | 0:0  | 10:15      |

- A – turnaje se nezúčastnil
- SR – poměr počtu vítězných utkání ku všem odehraným grandslamům
- V:P – vítězství a prohry bez kvalifikací